# Gulgumpad spindeljägare
Gulgumpad spindeljägare (Arachnothera juliae) är en fågel i familjen solfåglar inom ordningen tättingar.

## Utseende
Gulgumpad spindeljägare är en rätt stor spindeljägare, med en kroppslängd på 16,5–18 cm hos hanen och 15,5–16,5 cm hos honan. Fjäderdräkten är övervägande brun, med beigevit streckning på hjässa, smala vita streck på nacke och rygg och lysande gul övergump. Strupen har tunna brunvita streck, medan resten av undersidan är brett vitstreckad, med undantag för bjärt orangegula undre stjärttäckare. Den långa böjda näbben är svart, liksom benen.

## Utbredning och systematik
Fågeln förekommer i skogar på norra Borneo. Den behandlas som monotypisk, det vill säga att den inte delas in i några underarter.

## Levnadssätt
Fågeln hittas i bergsskogar och skogsbryn på mellan 930 och 2200 meters höjd. Den ses födosöka enstaka eller i par, ibland med grupper om upp till fem individer och i artblandade flockar. Födan består av små leddjur, bär och nektar som den hittar i trädtaket, vid skogsbryn närmare marken. Den undersöker särskilt epifyter på höga grenar efter föda, men även Rhododendron-blommor.

## Status
Arten har ett begränsat utbredningsområde och minskar i antal. Den tros dock inte vara hotad. IUCN kategoriserar arten som livskraftig.